# أنطونيو مونيوث غوميز
أنطونيو مونيوث غوميز (بالإسبانية: Toni Muñoz)‏ (4 فبراير 1968 في إسبانيا - ) هو لاعب كرة قدم إسباني في مركز الدفاع. شارك مع منتخب إسبانيا لكرة القدم. أما مع النوادي، فقد لعب مع أتلتيكو مدريد ب وأتلتيكو مدريد ونادي قرطبة.

## وصلات خارجية
- أنطونيو مونيوث غوميز على موقع الاتحاد الدولي (مؤرشف)  (الإنجليزية)
- أنطونيو مونيوث غوميز على موقع قاعدة بيانات كرة القدم.إي يو (الإنجليزية)
- أنطونيو مونيوث غوميز على موقع ناشيونال فوتبول تيمز (الإنجليزية)
- أنطونيو مونيوث غوميز على موقع Soccerway.com (الإنجليزية)